# سهول (دير)
سهول (بالفارسية: سهول) هي مستوطنة تقع في قسم آبدان الريفي (مقاطعة دير) في إيران.